# René Girard
René Girard (n. 25 decembrie 1923, Avignon, Grand Avignon⁠(d), Franța – d. 4 noiembrie 2015, Stanford, Comitatul Santa Clara, California, SUA) a fost un antropolog al violenței și al religiei, profesor emerit de literatură comparată la Universitatea Stanford și la Universitatea Duke din Statele Unite. 

## Biografia
Între 1943 și 1947 a studiat la École nationale des chartes din Paris, specializându-se în istorie medievală. În 1947 a plecat în Statele Unite unde a obținut o bursă universitară, iar în 1950 și-a dat doctoratul în istorie la Universitatea din Indiana, unde a început să predea literatura, domeniul care-i va asigura reputația.
Între 1957 și 1968 a fost profesor și la Universitatea Johns Hopkins. Primul său volum, Mensonge romantique et vérité romanesque, a apărut în 1961. În 1966 a organizat colocviul internațional Les langages de la critique et les sciences de l’homme, prin care a făcut cunoscut americanilor structuralismul; la acest colocviu au mai participat, printre alții, Roland Barthes, Jacques Derrida și Jacques Lacan. În 1968 a fost profesor la Universitatea din Buffalo până în 1975 când și-a reluat cursurile la Johns Hopkins. Împreună cu Jean-Pierre Dupuy a condus la Stanford programul de studii interdisciplinare, în cadrul căruia au organizat diverse colocvii. În 2005 René Girard a devenit membru al Academiei Franceze.

## Opera

### Titlurile franceze
- Mensonge romantique et vérité romanesque (1961)
- Dostoïevski: du double à l'unité (1963)
- La Violence et le sacré (1972)
- Critiques dans un souterrain (1976)
- Des choses cachées depuis la fondation du monde (1978)
- Le Bouc émissaire (1982)
- La Route antique des hommes pervers (1985)
- Shakespeare: les feux de l'envie (1990)
- Quand ces choses commenceront (1994)
- Je vois Satan tomber comme l'éclair (1999)
- Celui par qui le scandale arrive (2001)
- La voix méconnue du réel (2002)
- Le sacrifice (2003)
- Les origines de la culture (2004)
- Verité ou foi faible. Dialogue sur christianisme et relativisme (2006)
- Dieu, une invention? (2007)
- De la violence à la divinité (2007)
- Achever Clausewitz (2007)

### Traduceri în limba română
- Minciună romantică și adevăr romanesc, Editura Univers, 1972
- Violența și sacrul, Editura Nemira, 1995
- Țapul ispășitor, Editura Nemira, 2000
- Prăbușirea Satanei, Editura Nemira, 2006
- Despre cele ascunse de la întemeierea lumii, Editura Nemira, 2008
- Adevăr sau credință slabă? Convorbiri despre creștinism și relativism, cu Gianni Vattimo, Editura Curtea Veche Publishing, București, 2009, ISBN 978-973-669-855-2
- Iov sau calea străveche a celor nelegiuiți, Editura Cartea Românească Educațional, Iași, 2019, ISBN 978-606-9088-47-0
- O teorie a miturilor arhaice și moderne, Editura Cartea Românească Educațional, Iași, 2021, ISBN 978-606-057-100-1

## Premii și distincții
- Prix Médicis, 1990, pentru Shakespeare: les feux de l'envie
- Prix Aujourd'hui, 2004, pentru Les Origines de la culture
- Guggenheim Fellow (1960, 1967)
- Modern Language Association Prize (1965)
- Doctor honoris causa al universităților din Amsterdam, Innsbruck, Anvers, Padova, Montréal și al St. Mary's Seminary and University⁠(en)[traduceți] (Baltimore)
- Membru al Academiei Franceze din 2005